# Лефлор (округ)
Округ Лефлор (англ. Leflore County) — округ штата Миссисипи, США. Население округа на 2000 год составляло 37 947 человек. Административный центр округа — город Гринвуд.

## История
Округ Лефлор основан в 1871 году.

## География
Округ занимает площадь 1533,3 км².

## Демография
Согласно переписи населения 2000 года, в округе Лефлор проживало 37 947 человек (данные Бюро переписи населения США). Плотность населения составляла 24,7 человек на квадратный километр.